# Bogdan Ficeac
Bogdan Ficeac (născut 31 martie 1958, Pitești) este un scriitor, scenarist și jurnalist român. În perioada 1998 – 2007 a fost redactor șef  la România liberă.

## Lucrări scrise
Povestiri
- 1983 - „Păsările”, în suplimentul Biblioteca Anticipația al revistei Argeș
- 1985 - „Jungla” cu Mircea Ioan, în Almanahul Anticipația 1986
- 1986 - „Hidra”, în Almanah România Literară 1987.[3]
- 1987 - „Piațeta cu bănci de marmură”, în Almanah Anticipația 1988
- 1987 - „Callysto”, în Almanah Anticipația 1988. În această povestire cu un ritm alert, acțiunea are loc într-o bază cosmică îndepărtată.
- 1989 - „Steaua din poiana Gorunului”, Almanah Anticipația 1989
- 1990 - „Noaptea fantasmelor”, Almanah Anticipația 1990. Reprezentanții unei civilizații extraterestre terorizează pașnici săteni care interpretează contactul ca pe o invazie a fantomelor bazându-se pe folclorul local
- 1990 - „Inorogul”, La orizont această constelație, colecția Fantastic Club, editura Albatros
- 1990 - „Ultimul țărm al speranței”, în Cronici metagalactice , Editura Tehnică.

Volume de autor
- 1992 - „Oameni de rezervă”, Știință și tehnică. Romanul a primit Premiul Asociației Scriitorilor de Science Fiction și a fost radiodifuzat în 2004.[4] În roman, personajul Rudolg Gelli, miliardar american, și-a creat mai multe clone genetice pentru a-și înlocui organele bătrâne și obține nemurirea. Una din copiile sale află secretul și ajută la aflarea lui cu prețul vieții.
- 1996 - Tehnici de manipulare, Editura Nemira, Colecția Politică
- 1996 - California, mirajul Vestului, Nemira, Colecția Țărmuri
- 1997 - India. O poartă spre eternitate, Romcartexim
- 1999 - Noaptea fantasmelor, Editura Dacia
- 1999 - Cenzura comunista și formarea omului nou, Nemira

## Filmografie

### Scenarist
- Magnatul (2004)

## Legături externe
- Bogdan Ficeac la isfdb.org
- https://www.cinemagia.ro/actori/bogdan-ficeac-44912/